# دول‌پمو
دول‌پمو روستایی از توابع بخش خلیفان در شهرستان مهاباد است که در استان آذربایجان غربی ایران قرار دارد.

## جمعیت
این روستا در دهستان دهستان منگور شرقی واقع شده و براساس سرشماری سال ۱۳۸۵، جمعیت آن ۳۸ نفر (۴ خانوار) بوده‌است.